# Hostilia proterva
Hostilia proterva är en kackerlacksart som först beskrevs av Lucas J. Stal 1856.  Hostilia proterva ingår i släktet Hostilia och familjen jättekackerlackor. Inga underarter finns listade i Catalogue of Life.